# Fortin San Juan de la Cruz
Le fort San Cristóbal – ou Fortín San Juan de la Cruz en espagnol – est un fort de Toa Baja, à Porto Rico. Aussi appelé El Cañuelo, il fait partie du site historique national de San Juan.